# CASE IH
'Case IH — американський виробник сільськогосподарської техніки. Він був створений у 1985 році, коли Tenneco купила окремі активи сільськогосподарського підрозділу у International Harvester і об’єднала їх у свою J.I. Case Company (IH потім стала Navistar). Сьогодні Case IH належить американо-італійській корпорації CNH Industrial.

## Продукти
Case IH Module Express 625 збирає бавовну та одночасно створює модулі з бавовни.
Case IH пропонує сільськогосподарське обладнання, фінансові послуги, запчастини та сервісну підтримку для фермерів і комерційних операторів через мережу дилерів і дистриб’юторів.
Продукти, що підвищують продуктивність, включають трактори, комбайни та комбайни; інвентар для сіна та кормів; ґрунтообробні знаряддя; системи посадки та посіву; розпилювачі та аплікатори; і сільськогосподарські знаряддя для конкретної ділянки.
Case IH отримала багато нагород AE50 від Американського товариства інженерів сільського господарства та біології ASABE за свою продукцію.[1]
Деякі з найвідоміших моделей обладнання Case IH включають комбайни Axial-Flow, трактори Magnum, Steiger і Farmall.

## Історія
Історія Case IH почалася, коли в 1842 році Джером Кейс заснував Racine Threshing Machine Works на базі своєї інноваційної молотарки. У 1869 році Case розширила свій бізнес у виробництві парових двигунів, і до 1886 року Case стала найбільшим у світі виробником парових двигунів. Засновник компанії помер у 1891 році у віці 72 років.
У 1892 році Case була першою компанією, яка побудувала трактор з дизельним двигуном.[2]
У 1911 році The J.I. Компанія Case мала три автомобілі в першому Indianapolis 500.
У 1967 році Tenneco придбала J.I. Case, продовжуючи продавати продукцію під назвою Case.
ХРАНОСІЙ: 1970 - 2016 рр
1970 р. Представлено перші моделі IH World Wide: моделі 454 і 574.
1971 IH 946 і 1046 запущені та виготовлені в Німеччині.
1972 Tenneco купує компанію David Brown Tractors з Йоркшира, яка стає частиною J I Case.
1972 Case Traction King 2470 і 2670 представлені з однаковими колесами та чотирма колесами.
У 1973 році вони придбали британського виробника тракторів Девіда Брауна та використали це придбання, щоб вийти на британський ринок тракторів, зрештою включивши серію 94, розроблену DB, у свій власний асортимент тракторів високої потужності.
1977 IH випускає серію 84, а також моделі 955 і 1055.
1977 IH випускає роторний комбайн Axial-Flow.
1979 р. Випуск тракторів серії David Brown 90, виготовлених як у Йоркширі, так і в Расіні.
1979 Зчленовані трактори IH 2+2 випущені в США.
1981 р. Випущено IH 1455XL.[3]
1981 Випущено перші моделі серії IH 85, включаючи опцію кабіни XL.
1981 IH 5288 запущений у США.
1983 Ім’я Девіда Брауна зникає з появою тракторів серії 94.
1985 Tenneco купує IH в останні тижні 1984 року, а в 1985 році з’являється новий фірмовий стиль Case IH.
1986 Case IH купує компанію Steiger, розташовану в Північній Дакоті.
1987 р. Запуск лінійки Case IH Magnum 7100, першої під новою назвою.
1988 Колишня фабрика Девіда Брауна в Мелтемі, Йоркшир, закрита.
1988 р. Випущено серію Case IH Steiger 9100.
1990 р. Запуск серії Case IH Steiger 9200.
1990 Case IH Maxxum 5100 запущено та виготовлено на колишньому заводі IH у Нойсі, Німеччина.
1993 Представлений Case IH Maxxum 5150 Plus.
1996 р. Випущено серію Case IH 9300.
1996 Case IH купує Steyr в Австрії та додає моделі CS до асортименту.
1996 р. Запуск лінійки Case IH Maxxum Pro.
1996 Case IH купує Austoft, австралійського виробника комбайнів для збирання цукрової тростини.
1997 Case IH Quadtrac 9370 випущено на ринок із чотирма гумовими гусеницями.
1997 р. Запуск лінійки Case IH Magnum Pro.
1997 р. Запуск лінійки Case IH MX Maxxum, виготовленої в Донкастері.
1999 Case IH Magnum MX випускається в Расін.
1999 Case IH придбала компанія Fiat і об’єдналася з новою компанією CNH.
2000 р. Запуск лінійки Case IH STX.
Трактори Case IH CVX із безступінчастою коробкою передач 2002 року виробництва Steyr.
2003 р. Запуск моделей Case IH MXM Maxxum, виготовлених у Базілдоні для заміни. Серія MX, створена McCormick
2003 Case IH MXU Maxxum випускає нову кабіну Horizon.
2006 Виробництво більшості тракторів Case IH, виготовлених у Базілдоні, переміщено на завод Steyr St. Valentin в Австрії.
2006 р. Випуск лінійки Puma.
2006 Випуск нових моделей Magnum.

### Більш потужні моделі Magnum 2010 року з потужністю до 389 к.с.
2015 Представлений Case IH Magnum Rowtrack.
Запуск моделей Case IH Optum 2015 року.
2016 Представлений концепт автономного автомобіля.[4]
Tenneco/International Harvester Merger
У 1984 році Tenneco Case взяла під контроль сільськогосподарський підрозділ International Harvester. Спочатку вони змінили назву свого бренду на Case International, а потім скоротили його на Case IH. International Harvester переживав економічні потрясіння з 1980 року, але залишався одним із найбільших виробників тракторів у світі. Об’єднання двох ліній об’єднало найкраще з обох традицій, пропонуючи повну лінійку сільськогосподарського обладнання[5], і, ймовірно, врятувало обидві компанії від того, щоб стати жертвою сільськогосподарської рецесії 1980-х років.
У 1986 році Case IH придбала Steiger Tractor і почала виробництво своїх повнопривідних тракторів під назвою Case IH.
У 1987 році Case IH випустила Case IH Magnum